# Човек који је превише знао (филм из 1956)
Човек који је превише знао (енгл. The Man Who Knew Too Much) је амерички трилер филм из 1956. године, који је режирао и продуцирао Алфред Хичкок, са Џејмсом Стјуартом и Дорис Деј у главним улогама. Ово је други Хичкоков филм који користи овај наслов, након филма из 1934. године, али са значајно другачијом радњом и сценаријем.
У књизи Хичкок/Трифо (1967), као одговор на тврдњу колеге филмског ствараоца Франсоа Трифоа да су аспекти римејка далеко бољи, Хичкок је одговорио: „Рецимо само да је прва верзија дело талентованог аматера, а да је други направио професионалац”.
Филм је премијерно приказан на Филмском фестивалу у Кану 29. априла 1956. године. Освојио је Оскара за најбољу оригиналну песму за песму „Que Sera, Sera (Whatever Will Be, Will Be)”, коју је отпевала Дорис Деј.

## Радња
Америчка породица – др Бенџамин „Бен” Макена, његова супруга, популарна певачица Џозефин „Џо” Конвеј Макена и њихов син Хенри „Хенк” Макена – на одмору је у Француском Мароку. Путујући од Казабланке до Маракеша, упознају Француза Луја Бернара. Он делује пријатељски, али Џо је сумњичава према његовим бројним питањима и избегавању одговора.
Бернар нуди да одведе Макене на вечеру, али отказује када човек сумњивог изгледа покуца на врата хотелске собе породице. У ресторану породица упознаје пријатељски енглески брачни пар, Луси и Едварда Дрејтона. Макене су изненађени када виде Бернара како стиже и седа на друго место, очигледно их игноришући.
Следећег дана, посећујући мароканску пијацу са Дрејтоновима, Макене виде човека кога јури полиција. Након што је убоден у леђа, човек прилази Бену, који открива да је он прерушени Бернар. Умирући Бернар шапуће да ће у Лондону бити убијен страни државник и да Бен мора јавити надлежнима за „Амброуза Капела”. Луси враћа Хенка у хотел док Бен, Џо и Едвард одлазе у полицијску станицу да се распитају око Бернарове смрти. Један службеник им објашњава да је Бернар био агент француске обавештајне службе.
Бен прима телефонски позив у полицијској станици; Хенк је киднапован, али неће бити повређен ако Макене ништа не кажу полицији о Бернаровом упозорењу. Знајући да је Хенк остављен уз Луси, Бен шаље Едварда да га пронађе. Када се Бен и Џо врате у хотел, откривају да се Едвард одјавио. Бен схвата да су Дрејтонови пар који је Бернар тражио и да су умешани у Хенкову отмицу. Када сазна да су Дрејтонови из Лондона, одлучује да он и Џо треба да оду тамо и покушају да их пронађу преко Амброуза Капела.
У Лондону, инспектор Бјукенан из Скотланд Јарда говори Џо и Бену да је Бернар био у Мароку да би открио заверу око атентата, и да би требало да га контактирају ако се чују са киднаперима. Остављајући пријатеље у свом хотелском апартману, Макене траже особу по имену Амброуз Капел. Џо схвата да се заправо ради о „Амброуз капели”, те они стижу у капелу где затичу Едварда како води литургију. Џо напушта капелу да позове полицију. Након што Едвард пошаље своје парохијане кући, Бен се суочава са њим и бива нокаутиран и закључан унутра. Џо стиже са полицијом, али они не могу да уђу без налога.
Џо сазнаје да је Бјукенан отишао на концерт у Ројал Алберт Хол и тражи од полиције да је одведе тамо. Када полиција и Џо оду, Дрејтонови одводе Хенка у страну амбасаду. У холу Ројал Алберт Хола, Џо види човека који јој је дошао на врата у Мароку. Када он запрети да ће наудити Хенку ако се она умеша, она схвата да је он убица који је послат да убије иностраног премијера.
Бен бежи из капеле кроз звоник и стиже до Ројал Алберт Хола, где Џо показује на убицу. Бен претражује ложе у потрази за убицом, који чека да ударе чинеле како би прикриле његов пуцањ. Непосредно пре него што ударе чинеле, Џо вришти, а убица промаши свој циљ, само ранивши своју мету. Бен се бори са потенцијалним убицом, који пада и гине.
Закључујући да ће Хенк вероватно бити у амбасади, али и да је она суверена и изузета од истраге, Макене примају позив од захвалног премијера. Амбасадор је организовао заверу за убиство премијера, а за неуспели покушај окривљује Дрејтонове. Знајући да Хенк може да сведочи против њих, наређује Дрејтоновима да убију дечака.
Премијер тражи од Џо да пева, те она гласно изводи песму „Que Sera, Sera”, тако да Хенк може да је чује. Луси, која чува Хенка док се Едвард спрема да га убије, узнемирена је због могућности убиства детета, па подстиче дечака да звижди уз песму. Бен прати звиждук и проналази Хенка. Едвард покушава да побегне и држи их на нишану, али када га Бен удари, он пада низ степенице и гине.
Макене се враћају у свој хотелски апартман, где Бен објашњава њиховим пријатељима који су заспали: „Жао ми је што нас није било толико дуго, али морали смо да одемо и покупимо Хенка.”

## Улоге
| Глумац          | Улога                      |
| --------------- | -------------------------- |
| Џејмс Стјуарт   | др Бенџамин „Бен” Макена   |
| Дорис Деј       | Џозефин „Џо” Конвеј Макена |
| Бернард Мајлс   | Едвард Дрејтон             |
| Бренда де Банзи | Луси Дрејтон               |
| Кристофер Олсен | Хенри „Хенк” Макена        |
| Ралф Труман     | инспектор Бјукенан         |
| Данијел Желен   | Луј Бернар                 |
| Могенс Вит      | амбасадор                  |
| Алан Маубреј    | Вал Парнел                 |
| Хилари Брук     | Џен Питерсон               |
| Реџи Налдер     | Ријен                      |
| Ричард Вотис    | асистент менаџера          |
| Ноел Вилман     | Вуберн                     |
| Аликс Талтон    | Хелен Парнел               |
| Керолин Џоунс   | Синди Фонтејн              |

Алфред Хичкок, као и у већини својих филмова, има камео улогу. Овде се може видети 25. минуту филма, у доњем левом углу, како гледа акробате на мароканској пијаци, леђима окренут камери, носи светлосиво одело и ставља руке у џепове, непосредно пре него што шпијун буде убијен. Бернард Херман, који је написао музику за филм, наступио је као диригент у Ројал Алберт Холу, што је једини пут да се Херман појавио пред камером у неком филму.

## Продукција
Алфред Хичкок је први пут разматрао амерички римејк филма Човек који је превише знао 1941. године, али се тек 1956. вратио овој идеји како би испунио уговорни захтев Paramount Pictures-а. Студио се сложио да је то филм који би се могао добро прилагодити новој деценији. Секвенца Ројал Алберт Хола повукла је инспирацију из стрипа Х. М. Бејтмана „Човек са једном нотом”, који прати свакодневни живот музичара који свира само једну ноту у симфонији, слично свирачу чинела у филму.

### Сценарио
Сценариста Џон Мајкл Хејз је ангажован под условом да неће погледати ранији филм, нити прочитати његов сценарио, а све детаље радње је добио на састанку са Хичкоком.‍:167 Само су почетне сцене сценарија биле спремне када је снимање почело, а Хејз је морао да пошаље следеће странице сценарија ваздушном поштом кад их је завршио.‍:187–191

### Музика
Хичкоков чести сарадник, композитор Бернард Херман, написао је позадинску музику за филм; међутим, извођење Кантате олујних облака Артура Бенџамина, коју је дириговао Херман, користи се као изворна музика за врхунац филма. Херман је добио могућност да компонује нову кантату која ће се изводити током врхунца филма. Међутим, сматрао је да је Кантата олујних облака из оригиналног филма из 1934. године толико прикладна за филм да је одбио, иако је проширио оркестрацију и убацио неколико понављања како би секвенца била дужа. Херман се појавио у филму као диригент Лондонског симфонијског оркестра са мецосопраном Барбаром Хауит и хором током сцена са Ројал Алберт Холом. Секвенца у Ројал Алберт Холу траје 12 минута без икаквог дијалога од почетка Кантате олујних облака до врхунца када лик Дорис Деј вришти.
Лик Дорис Деј у филму је позната, сада пензионисана, професионална певачица, а два пута пева песму „Que Sera, Sera (Whatever Will Be, Will Be)”, која је филму донела Оскара за најбољу оригиналну песму. Дејина верзија песме достигла је друго место на америчким поп листама и прво место у Великој Британији.

## Пријем
Рецензије филма су углавном биле позитивне, иако су неки критичари изразили склоност према оригиналу из 1934. године. Босли Краутер из новина The New York Times је написао: „Џејмс Стјуарт је надмашио свој посао у филму Прозор у двориште као човек који је превише знао, а Дорис Деј је изненађујуће ефикасна као мајка избезумљена отмицом свог детета... Чак и у огромном VistaVision формату, трилер старог Хичкока има пуну снагу.” Variety је написао да, иако Хичкок развлачи „филм на мало предугачких 119 минута, он и даље одржава неизвесност све време и добија снажну глуму две звезде и других чланова глумачке екипе”. Harrison's Reports назвао је филм „веома узбудљивим и забавним напетим трилером” који „држи публику од почетка до краја”. Ричард Л. Коу из The Washington Post-а такође је похвалио филм, кога је назвао „дендијем своје популарне врсте” иако је „мало превише лежеран”. Џон Макартен из The New Yorker-а написао је у негативној рецензији да иако је римејк био „несумњиво бољи и сјајнији од оригинала, не помера се агилношћу свог претходника. Нема сумње, наравно, да је господин Хичкок у једном тренутку био мајстор целулоидне неизвесности, али у последње време све чешће снима филмове који су претешки да би се препустили триковима његових ранијих дана.” The Monthly Film Bulletin је написао: „Иако је прилично забаван трилер, са неким карактеристично оштроумним и заједљивим Хичкоковим додирима, вероватно ће разочарати поклонике првог филма. Недостаје му ранији темпо и узбуђење; посебан енглески шарм оригинала је био замењен за неодређени космополитизам формата VistaVision и Technicolor; епизода са зубаром и врхунац опсаде нажалост недостају.” К. А. Лежен из The Observer-а је написала да је заплет имао „склоност да вијуга” са „шалама које су можда деловале духовитије у писаној форми”, закључивши да је филм „јак” све док се држи главне радње, „али први Човек који је превише знао био је јачи у сваком погледу.”
Филм је остварио комерцијални успех. Снимљен са буџетом од 1,2 милиона долара, зарадио је 11,3 милиона долара на домаћим благајнама, зарадивши 4,1 милиона долара од изнајмљивања америчких биоскопа.
На сајту Rotten Tomatoes, филм има рејтинг одобравања од 87% на основу 39 рецензија, са просечном оценом 7,80/10. Консензус сајта гласи: „Преправљајући сопствени филм из 1934, Хичкок прожима Човека који је превише знао сликовитим местима и међународним интригама, а помаже му бриљантно збуњена изведба Џејмса Стјуарта”.
Амерички филмски институт је 2004. године уврстио песму „Que Sera, Sera (Whatever Will Be, Will Be)” на 48. место листе 100 година АФИ-ја... 100 песама.

## Кућни медији
Човек који је превише знао није поновно објављиван све до 1983. када га је купио Universal Pictures. Филм је издат за кућне медије од стране компаније Universal Pictures Home Entertainment у VHS, Betamax, LaserDisc, DVD и Blu-ray форматима. DVD издање из 2000. садржи документарац о снимању филма, укључујући интервјуе са Хичкоковом ћерком Патришом и члановима продукцијске екипе.